# Lakota

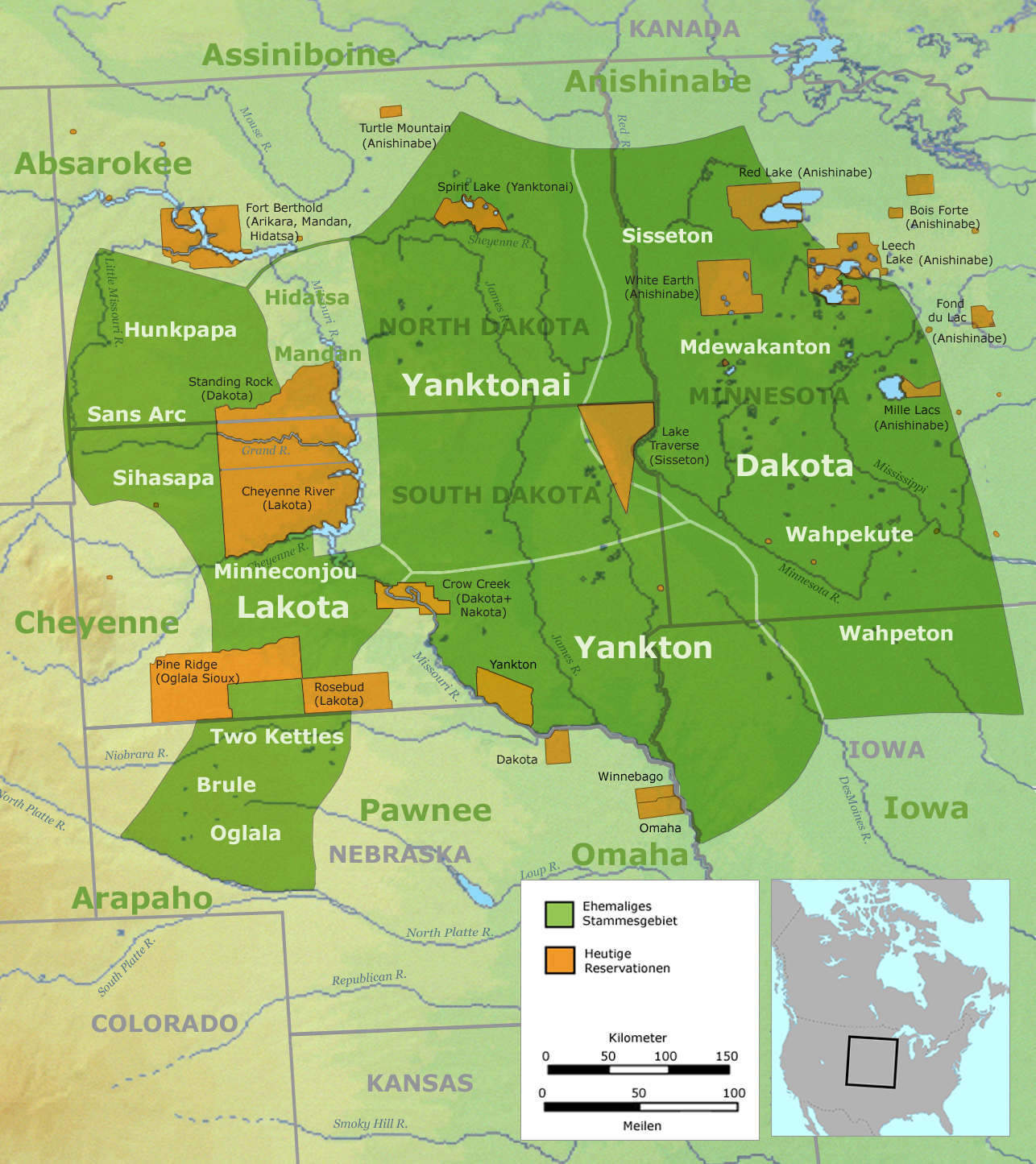
Ehemalige Stammesgebiete der Sioux-Gruppen (grün): der Lakota, der benachbarten Nakota (Yanktonai und Yankton) sowie Dakota-Stämme und heutige Reservationen (orange)

Die Lakota, Lakhota (Lakota Lakȟóta [laˈkˣota], auch: Lak'ota – „Freunde, Verbündete“) sind die westlichste Dialekt- und Stammesgruppe der Sioux aus der Sioux-Sprachfamilie. Ursprünglich lebten die Lakota gemeinsam mit den übrigen Sioux-Stämmen im Gebiet westlich der Großen Seen, jedoch wurden später große Gruppen der Sioux von den Anishinabe (Chippewa oder Ojibwe) nach Süden und Westen verdrängt. Auf der Wanderung in ihre neuen Jagdgründe teilten sich die Sioux in drei große regionale Stammesgruppen, die sich im Dialekt und teilweise auch in ihrer Lebensweise und Kultur unterschieden – in die im Osten zurückgebliebenen Dakota bzw. Östliche Dakota, die Westlichen Dakota sowie die westwärts auf die Plains gezogenen Lakota, die seitdem auch als Teton (von Thítȟuŋwaŋ, Titonwan-kin – „Bewohner der Prärie, d. h. der Ebenen“) bekannt sind.
Die Sprecher der einzelnen Dialekte hatten keine Schwierigkeiten, einander zu verstehen. Während Dakhótiyapi (Santee-Sisseton) und Lakȟótiyapi heute noch von vielen Sioux gesprochen wird, ist die Dialektvariante des Dakȟótiyapi (Yankton-Yanktonai) nahezu ausgestorben.
Zur Mitte des 19. Jahrhunderts erstreckte sich ihr Territorium vom Little Missouri River im Nordwesten bis zum Missouri River im Nordosten und zum Platte River im Süden. Damit umfasste es weite Gebiete der heutigen US-Bundesstaaten South Dakota, North Dakota und Nebraska. Zentrum waren die Black Hills in South Dakota. Sie werden von den Lakota als Sitz der Geister und damit als heilig betrachtet.

## Kultur und Lebensweise
Das Leben in den Großen Ebenen, die sich von Saskatchewan im Norden bis nach Texas im Süden ausdehnen, war hart. Es gibt dort keine nennenswerten Gebirgsketten, und so ist man den Naturgewalten nahezu schutzlos ausgeliefert. Im Winter können die arktischen Stürme ohne jeden Widerstand über das Land fegen und Temperaturen von unter minus 30 Grad sind keine Seltenheit. In den Sommermonaten jedoch wird das Gebiet regelmäßig von einer gnadenlosen Hitze heimgesucht, begleitet von Sandstürmen, schweren Gewittern und sogar Tornados.

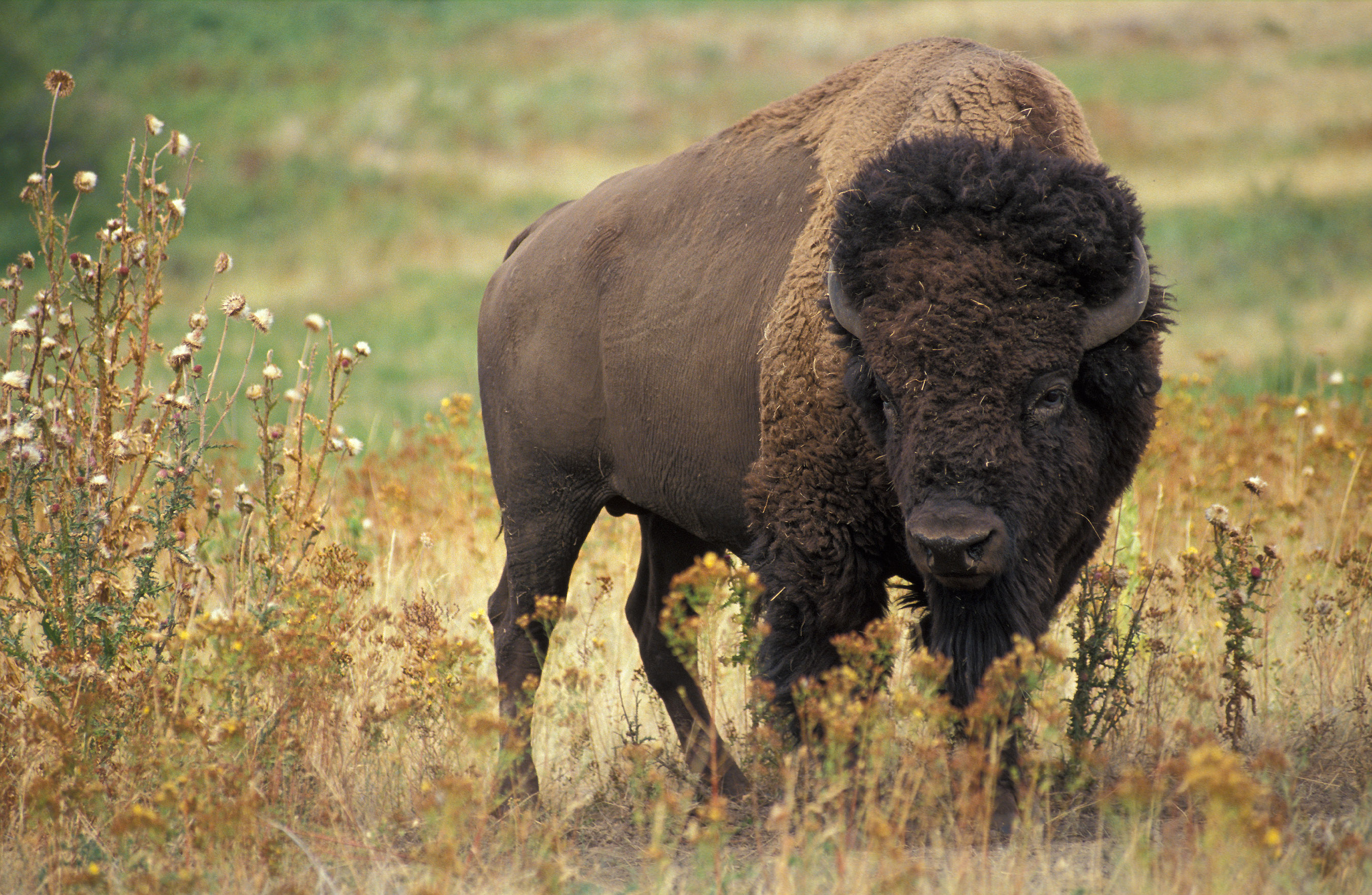
Amerikanischer Bison

Die Lakota waren typische Vertreter der Plains-Kultur. Zu Beginn des 19. Jahrhunderts lebten sie in großen kreisförmigen Lagern aus Tipis, die von Bisonhäuten bedeckt waren. Sie führten ein Nomadenleben und transportierten ihre gesamte Habe auf von Pferden gezogenen Travois, wenn sie ihr Lager verlegten. Ihr Lebensunterhalt war vollständig von der Bisonjagd abhängig. Das Fleisch, die Innereien und das Knochenmark der Tiere diente zur Ernährung. Die Haut wurde zur Herstellung von Kleidung, Schuhwerk und Abdeckung der Tipis verarbeitet. Die extrem reißfesten Sehnen verwendete man für Nähmaterial und Bögen, während die Bisonhörner als Schmuck auf dem Kopf getragen wurden. Selbst der getrocknete Bisonmist diente in den baumlosen Ebenen als Brennmaterial; die Fladen wurden sorgsam gesammelt.

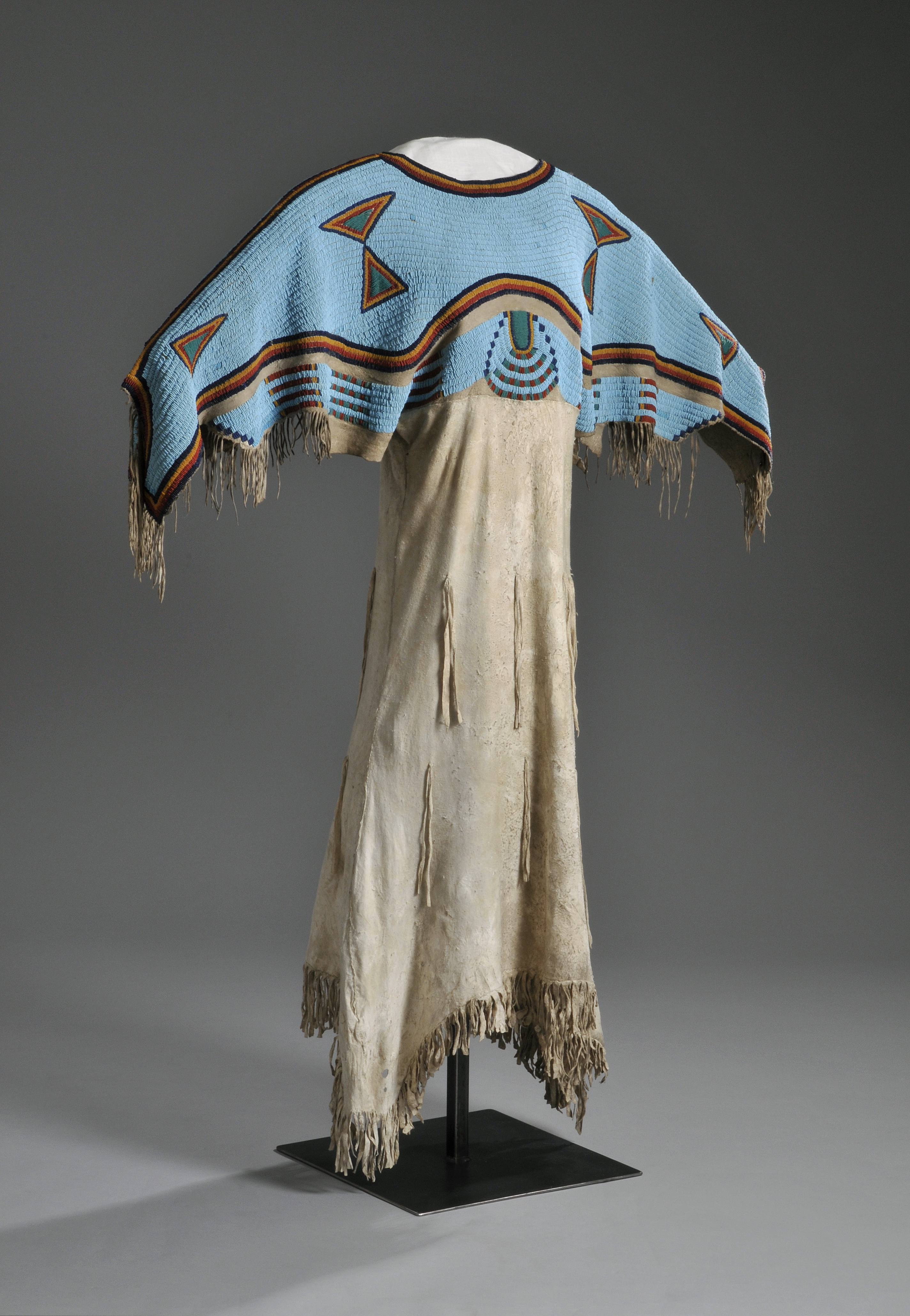
Festkleid der Lakota, um 1870. Hier im Deutschen Ledermuseum

Bekleidet waren die Lakota-Männer im Sommer mit ledernem Lendenschurz und Mokassins und im Winter mit Lederhemd, Leggings und Fellmänteln. Die Frauen trugen ein loses Fellkleid und Büffelkälber lieferten die Kleidung für Kinder. Das Bearbeiten der Büffelhäute und die Herstellung der Kleidung und Tipis war im Wesentlichen Frauenarbeit.
Da es zu viel Arbeit für eine Frau war, ein Tipi zu nähen, lud sie einige andere Frauen des Stammes zum Tee ein. Wenn sie annahmen, mussten sie automatisch auch helfen, das Tipi zu nähen.

### Mythologie und Religion
Besonders die Gegend der Black Hills spielt für die Mythologie der Lakota eine bedeutende Rolle. So soll rund um die Hügel ein Rennen stattgefunden haben, das zwischen Vögeln (Zwei-Beiner, welche die Menschen repräsentieren) und Tieren (Vier-Beiner) ausgetragen wurde. Die Vögel gewannen und so entstand eine natürliche Ordnung, in der die Menschen über die Tiere dominierten und den Bison und weiteres Wild zum Essen töten durften. Der Wind Cave in den Black Hills soll die Geburtsstätte der Menschen gewesen sein. Die Vier ist die heilige Zahl in der traditionellen Religion der Lakota, die sich unter anderem in den vier Speichen des Medizinrades wiederfindet. Ebenso hat die Kreisform dieses Symbols eine zentrale Bedeutung, da sich nach den Vorstellungen dieses Volkes alles in Kreisläufen vollzieht.
Ihr animistisch-religiöses System kannte vier Mächte, die über das Universum herrschten, und die wiederum in vier Hierarchien unterteilt waren. Grundlage dieser Mächte war Wakȟáŋ (Wakan), die geheimnisvolle Lebens- und Schöpferkraft, die in der Summe als Wakȟáŋ Tȟáŋka (Wakan Tanka) („das große, unerklärliche Geheimnis, Großes Geheimnis“ bzw. Weltseele) bezeichnet wurde. Dinge, Naturerscheinungen oder Menschen mit herausragenden oder ungewöhnlichen Eigenschaften waren ebenfalls wakan, denn darin offenbarte sich die Existenz der übernatürlichen Mächte. Der Bison spielte als wichtigste Ressource auch eine spirituelle Rolle: Bei der ersten Menstruation eines Mädchens etwa wurde in einem Zelt ein Altar für einen Bisonschädel und weitere Ritualmittel wie Tabak, Pfeife und einem neuen Kleid errichtet. Ein Heiliger Mann (Wičasa Wakan) betete dann zu dem göttlichen Geheimnis Wakan kin und der Schöpfung Taku wakan (die zusammen Wakan Tanka bildeten) und schließlich zu dem Bison, damit er das Mädchen in eine fruchtbare „Bisonfrau“ verwandeln möge. Dieser Geisterbeschwörer war für die Überlieferung der religiösen Vorstellungen, die Bewahrung der Mythen, der Riten und Traditionen sowie des traditionellen Wissens der Lakota verantwortlich. Er leitete auch die Rituale während des Sonnentanzes und war ein spiritueller Spezialist, der über „magische“ Fähigkeiten als Vermittler zur Geisterwelt (Wakȟáŋ bzw. Wakan) verfügte. Der Wičasa Wakan ist vom Heiler oder Geistheiler (Pȟežúta wičháša/Pejuta Wacasa) zu unterscheiden, der versuchte, Kranke und Verwundete mit Hilfe von Heilkräutern zu heilen. Alle Dinge, die er während des Heilrituals benutzte, wurden erst hierdurch zu Pejuta („Medizin“). Er verfügte über großes Wissen in der traditionellen Medizin. Fälschlicherweise wurden beide – der Heilige Mann (Wicasa Wakan) sowie der Heiler (Pejuta Wacasa) – vereinfacht und oftmals abwertend als Medizinmann bezeichnet (siehe dazu: Abgrenzungsproblematik von Schamanen sowie „Der Medizinbegriff in Zusammenhang mit den nordamerikanischen Indianern“).
Nach den laufenden Erhebungen des evangelikal-fundamentalistisch ausgerichteten Bekehrungsnetzwerkes Joshua Project bekennen sich heute noch 30 Prozent der Lakota zur ethnischen Religion. Daraus geht allerdings nicht hervor, wie viele Menschen Anhänger der panindianischen Native American Church sind und wie viele der originär traditionellen Religion angehören (die heute einige christliche Elemente enthält). 60 Prozent sind (offiziell) Christen (davon fast zwei Drittel Protestanten), und 10 Prozent bezeichnen sich als nicht religiös. Die christlichen Lakota-Gemeinden haben ihrerseits viele traditionelle Zeremonien übernommen, und viele offizielle Christen gehen neben dem Gottesdienst den überlieferten Kulten (bis hin zum Sonnentanz) nach.

#### Die Heilige Pfeife

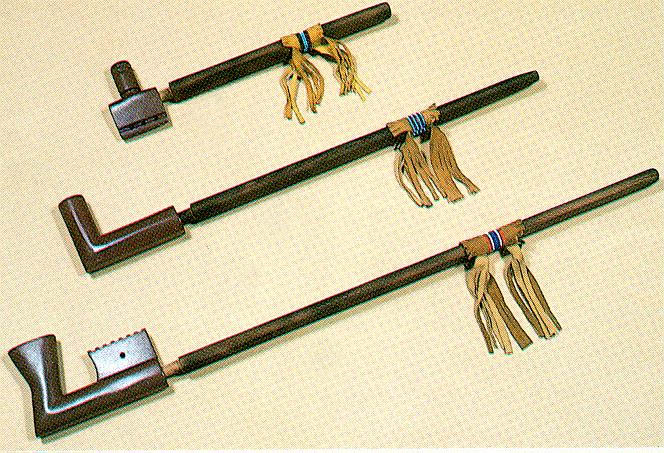
Formen indianischer Pfeifen

Die „Heilige Pfeife“ (Lakota: Čhaŋnúŋpa oder Čhaŋnúŋpa Wakȟáŋ) wird noch heute bei heiligen Zeremonien eingesetzt (unter anderem auch bei katholischen Messen auf den Reservationen). Volkstümlich wird sie auch „Friedenspfeife“ genannt.
Die Lakota erzählen, dass sie die Zeremonienpfeife von einem schönen Geistwesen namens Whope („Die Schöne“) bzw. Pte Ska Win / Pte San Wi (White Buffalo Woman („Weiße Büffel(kalb)frau“)) geschenkt bekamen – zudem übermittelte Whope als Kulturbringerin den Sioux die „Heiligen Sieben Riten“.
Zwei Lakota-Jäger sahen sie, und einer der beiden begehrte sie. Doch er verschwand in einer Wolke, und als diese sich aufgelöst hatte, war nur noch ein Häufchen Knochen zu sehen. Das Geistwesen kam zum Stamm und überreichte dort eine rote Zeremonienpfeife mit den Worten: „Seht diese Pfeife! Vergesst niemals, wie heilig sie ist, und behandelt sie demgemäß, denn sie führt euch zum Ende. Denkt daran, in mir sind vier Zeitalter. Ich gehe von euch, aber ich schaue auf euch zurück, und am Ende kehre ich wieder.“
Seit damals wird die Pfeife vom Hüter der Zeremonienpfeifen aufbewahrt.
Heute wird die „Heilige Pfeife“ von einem Mitglied der Looking-Horse-Familie aufbewahrt.
Die „Heiligen Sieben Riten“ stellen einen wesentlichen Teil des Rituallebens der Lakota dar. Sie wurden einer Legende der Lakota zufolge den Menschen durch die Weiße Büffelkalbfrau gegeben:
1. Inipi, Inípi, manchmal auch Inikagapi, Iníkaǧapi – die Schwitzhütte bzw. das Reinigungsritual (Schwitzhüttenritual), war oftmals Beginn oder Ende anderer Zeremonien oder wurde vor großen Unternehmungen (wie der Büffeljagd oder Kriegszügen) durchgeführt (englisch „Sweat Lodge Ceremony“)
2. Haŋblečeya, Hanblecha, Hanbléčheya – die 2 bis 4-tägige Visionssuche in Begleitung eines Wičasa Wakan (englisch „Crying for a vision“, „The Vision Quest“)
3. Wanagi yuhapi, Nagi Gluhapi, Naǧí Gluhápi – die Reinigung bzw. das Reinhalten/Beschützen der Seele, damit diese nach dem Tod sicher zu Wakȟáŋ Tȟáŋka (Wakan Tanka) gelangen kann (englisch „The Ghost Keeping Ceremony“, „The Keeping of The Soul“)
4. Wi Wanyang wacipi, Wiwanke Wachipi, Wiwang Wacipi, Wi Wáŋyaŋg Wačhípi – der Sonnentanz ebenfalls unter Leitung mindestens eines Wičasa Wakan, hier wurden oftmals Jungen mittels Initiation in den Status eines Kriegers aufgenommen (englisch „The Sun Dance“)
5. Hunkapi, Hunka Kacapi, Huŋkáyapi – die rituelle Adoption, die erste Hunkapi (Adoption) fand lt. Überlieferung zwischen Lakota und Arikara statt, die hierdurch sich gegenseitig als Verwandte aufnahmen und somit Frieden schlossen; später konnten Außenstehende mittels Hunkapi (Adoption) unter die Verwandten der eigenen Tiyóspaye aufgenommen werden (englisch „the making of relatives“, „The Hunka Ceremony“)
6. Isnati awicalowan, Ishna Ta Awi Cha Lowan, Isnati Awicalowanpi, Isnáthi Awíčhalowaŋpi – ein Pubertätsritual für Mädchen nach deren erster Menstruation als Übergangsritus in den Status einer Frau (englisch „Preparing a Girl for Womanhood“, „Coming of Age“, „The Girl’s Puberty Rite“)
7. Tapa wankayeyapi, Tapa Wankaye Yapi, Tapa Wankaheyapi, Tȟápa Waŋkál Yeyápi, Tȟápa Kaȟ’ól Iyéyapi – das rituelle Ballspiel, hierbei wurde ein bemalter Ball symbolisch in alle vier Himmelsrichtungen sowie in den Himmel und auf die Erde geworfen, um die Allgegenwart von Wakȟáŋ Tȟáŋka (Wakan Tanka) zu symbolisieren (englisch „The Throwing of the Ball Ceremony“)

Neben diesen genannten Riten gibt es noch weitere wichtige Zeremonien – hierunter die insbesondere das Yuwipi oder Lowanpi, ein Heilungsritual, das meist nachts stattfand und durch eine spezielle Art von Pejuta Wacasa durchgeführt wurde – den sogenannten Yuwipi, dieser reinigte sich und die Anwesenden zuerst mittels eines Inipi, während dieses Rituals wurde er zumeist rituell in eine Decke gewickelt und mittels Canli Pahta („Gebetsschnüren“) gefesselt – daher wurde diese Form als Yuwipi („sie wickeln ihn [in eine Decke] ein“ oder „sie fesseln, binden ihn“); fand keine Fesselung statt, wurde die Zeremonie als Lowanpi bezeichnet. Während der Zeremonie stand der Yuwipi mit den Wiwila (englisch „Little People“) sowie tierischen und mythischen Geisteswesen, die jedoch die Lebenskraft symbolisch aus dem Yuwipi sogen, so dass dieser mit seinem Opfer den Kranken heilen konnte; diese ständige körperliche und geistige Auseinandersetzung mit starken spirituellen Geistwesen (Wakȟáŋ bzw. Wakan) führte jedoch nach Überzeugung der Lakota dazu, dass die Yuwipi kein gutes oder ein kurzes und beschwerliches Leben hatten (manchmal wird dieses Ritual mit den Midewiwin der Anishinabe verglichen) (englisch „Yuwipi Ceremony“).
Es ist manchmal umstritten, welche Zeremonien zu den „Heiligen Sieben Riten“ zählen, so dass auch andere Listungen zu finden sind (hier fehlt z. B. das Pubertätsritual – andererseits sind die Gesänge als eigenständiges Ritual aufgenommen):
- Die Schwitzhütte – Inipi
- Die Gesänge – Olowanpi, nach den meisten Angaben jedoch wurden rituellen Gesänge während der einzelnen Zeremonien gesungen.
- Die Visionssuche – Hanbleceya
- Der Sonnentanz – Wiwang Wacipi
- Das Seelenhüten – Nagi Yuhapi
- Die Verschwägerung – Hunka Kacapi
- Das Ballspiel – Tapa Wankaheyapi

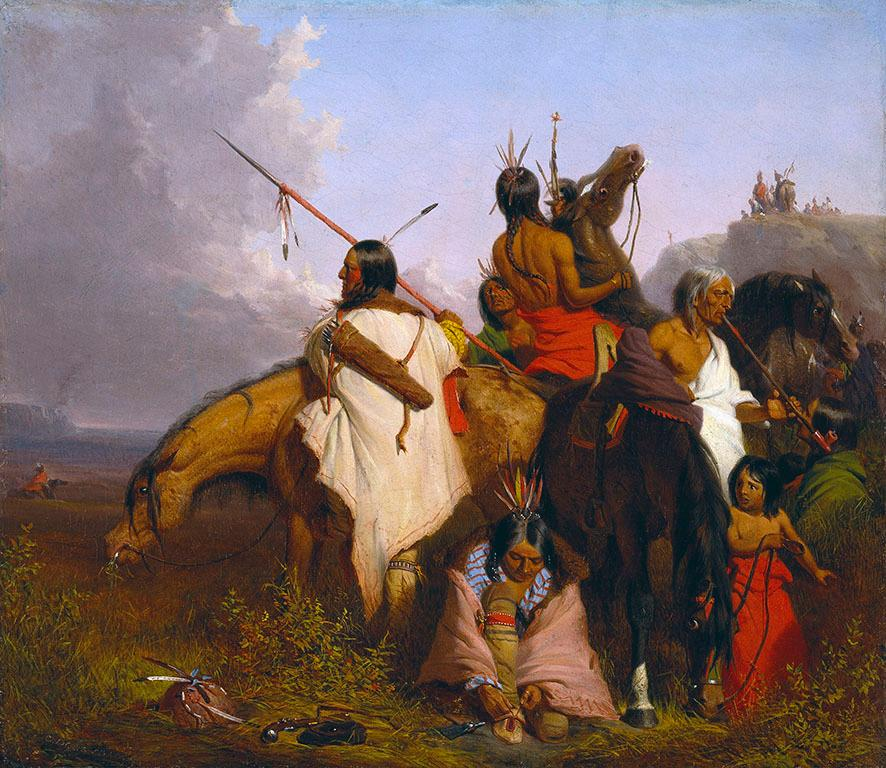
Eine Sioux-Gruppe von Charles Deas

Meist wird die Canupa (englisch „The Sacred Pipe Ceremony“) als eigenständiges Ritual angesehen, manchmal jedoch unter die „Heiligen Sieben Riten“ gelistet.

## Geschichte
Die Dakota-Sioux, die im 17. Jahrhundert im Gebiet westlich der Großen Seen lebten, wurden von Ethnien der Algonkin, vor allem den Anishinabe, nach Westen vertrieben. Dort spalteten sie sich auf. Während ein Teil im Gebiet des heutigen Bundesstaates Minnesota blieb und weiterhin Ackerbau betrieb, wanderten andere nach Westen und Süden. Ihr Dialekt wandelte sich im Laufe der Jahre, so dass sich die westlichen Gruppen nun Lakota und Nakota statt Dakota nannten.
Als die Lakota um 1740 den Missouri erreichten, waren sie noch ein kleiner, schwacher Stamm, der sich auf mehrere Jagdverbände aufteilte. Dort trafen sie auf die befestigten Dörfer der Arikara und Mandan, durch die sie wahrscheinlich erstmals das Pferd kennenlernten. Zeitgleich gelangten die Lakota über die Franzosen im Norden zu Gewehren. Zwischen 1740 und 1760 überschritten die Oglala und Brulé erstmals auch den Missouri. Das Pferd und das Gewehr legten den Grundstein für die spätere hegemoniale Macht der Lakota. Das Pferd erhöhte die Mobilität der Lakota; den riesigen Bisonherden konnten sie nun nahezu unbegrenzt folgen. Und im Notfall, z. B. auf der Flucht vor übermächtigen Gegnern, konnten die Lakota nun bis zu dreißig Meilen am Tag zurücklegen. Das Gewehr war – solange die Lakota nur über Vorderlader verfügten – zunächst eher Prestigeobjekt und verschaffte allenfalls bei der Kriegsführung Vorteile. Erst das Aufkommen der Hinterlader und Repetiergewehre ermöglichte ihnen eine viel effizientere Jagd und auch eine effektivere Kriegsführung.
Zudem wurden die einst mächtigen, Ackerbau treibenden Stämme der Arikara, Hidatsa und Mandan durch verschiedene Seuchen ab Mitte des 18. Jahrhunderts erheblich geschwächt. So gab es vor einer verheerenden Epidemie im Jahre 1782 ca. 9.000 Mandan in mehreren von Palisaden geschützten Dörfern, danach waren sie bis auf 3.600 Stammesmitglieder dezimiert. Lewis und Clark schätzten sie 20 Jahre später auf nur noch ca. 1.250 Personen. Nach der Pockenepidemie von 1837 waren die Mandan fast ausgelöscht und schlossen sich den ebenfalls stark dezimierten Arikara und Hidatsa an.
Durch die beträchtliche Schwächung der Mandan und anderer Völker vor allem durch Seuchen stiegen die Lakota ab 1820 nach und nach zu einer mächtigen Nation auf, die ihr Stammesgebiet auf Kosten ihrer Nachbarn immer weiter ausdehnen konnte. Um 1765 erreichten sie erstmals die Black Hills, die zu ihren heiligen Bergen wurden. Dort vertrieben sie zunächst die Cheyenne, ihre späteren Verbündeten, und dann auch die Kiowa, die Absarokee, die Pawnee und die Shoshone aus Teilen ihrer ursprünglichen Siedlungs- und Jagdgebiete.

### Kontakt zu den Weißen
Im Kontext der Lewis-und-Clark-Expedition kam es 1804/05 zu ersten, zum Teil sehr angespannten Kontakten mit Vertretern der Vereinigten Staaten. Vorher waren Pelzhändler aus dem Norden die einzigen Weißen, die bis in die Siedlungsgebiete der Lakota vorgedrungen waren. Zur Mitte des 19. Jahrhunderts nahm der Strom von neuen Siedlern aus den östlichen Staaten der USA in das Land der Lakota stark zu. Es kam zu Konflikten und Verlusten an Menschenleben auf beiden Seiten.
Der Vertrag von Fort Laramie 1851 definierte die Stammesgrenzen neu und sollte Frieden zwischen den Weißen und den unterzeichnenden Stämmen sichern. Insgesamt rund 10.000 Indianer waren bei den Verhandlungen am Horse Creek in der Nähe von Fort Laramie anwesend – neben den Lakota auch die verwandten Yankton, die verbündeten Arapaho und Cheyenne sowie die feindlichen Absarokee, Östliche Shoshone, Assiniboine, Arikara, Mandan und Hidatsa. Nach zwei Wochen war der Vertrag zwischen den Lakota und den Vereinigten Staaten in Kraft; die Regierungsvertreter der USA akzeptierten die aktuelle militärische Stärke der Lakota-Cheyenne-Arapaho-Allianz – deren Bands aggressiv in östliche Stammesgebiete der Absarokee (Crow) vordrangen und große Teile bereits okkupierten – und bestätigten diese vertraglich. Das traditionelle Stammesgebiet sowie gerade durch militärischen Druck errungene Territorien feindlicher Stämme wurden den Lakota zugestanden, und die USA verpflichteten sich, den Lakota jährliche Zahlungen zu leisten. Im Gegenzug erlaubten die Vertreter mehrerer Bands der Lakota den USA, Straßen und Militärposten auf ihrem Land zu errichten. Allerdings führte der um 1850 enorm wachsende Verkehr auf dem Oregon Trail immer wieder zu Streitigkeiten zwischen den Lakota und den Weißen. Die durchziehenden Siedler brachten Krankheiten mit und vertrieben die Bisons. Das Land der Absarokee wurde drastisch auf nur noch 143.787 km² reduziert. Für den Verlust ihrer Stammesgebiete östlich des Powder River erhielten die Absarokee künftig jährliche Zahlungen von den Weißen. Viele junge Krieger der vertragsunterzeichnenden Stämme ließen sich nicht kontrollieren und lieferten sich weiterhin Scharmützel mit ihren traditionellen Feinden.
Eine der Folgen der Verhandlungen war, dass die einst zum Stammesgebiet der feindlichen Absarokee (Crow) und Östlichen Shoshone gehörenden Black Hills (in Lakȟótiyapi: pahá sápa oder Ȟe Sápa – „Hügel, die schwarz (bedeckt von Wäldern) sind“) und Bighorn Mountains (im Nordosten Wyomings und im Westen South Dakotas) – seit ca. 1840/1850 von den Lakota militärisch annektiert – von diesen erfolgreich (bis heute) gegenüber Außenstehenden (insbesondere Regierungsvertretern) bei Vertragsverhandlungen und in der breiten Öffentlichkeit als „Ihre Heiligen Berge“ und als „traditionelles“ Stammesgebiet propagiert und durchgesetzt werden konnten.
1854 kam es zum ersten größeren Konflikt. Ein Minneconjou-Lakota, der bei der Brulé-Gruppe von Conquering Bear weilte, tötete die Kuh eines weißen Siedlers, nachdem diese großen Schaden im Lager der Lakota angerichtet hatte. Der Kommandeur von Fort Laramie sandte Lieutenant John L. Grattan aus, um von Conquering Bear die Auslieferung des Schuldigen zu verlangen. Da dieser kein Brulé war, konnte Conquering Bear der Forderung nicht nachkommen. Es kam zum Streit zwischen Grattan und dem Brulé-Häuptling, der von einem Soldaten in den Rücken geschossen und tödlich verletzt wurde. Die aufgebrachten Brulé-Lakota töteten daraufhin Grattans gesamtes, aus 30 Soldaten bestehendes Kommando. In der Folge griffen Lakota-Krieger regelmäßig weiße Siedler auf dem Oregon Trail an. Ein Jahr später errichtete General William S. Harney mit Fort Pierre einen weiteren Militärposten am Missouri. Am 3. September attackierte er das Brulé-Dorf von Little Thunder, das jedoch am Kampf gegen Grattan nicht beteiligt gewesen war. Harneys Truppe tötete 86 Brulé und nahm weitere 70 gefangen.
1856 trafen sich Vertreter mehrerer Lakota-, Yankton- und Yanktonai-Gruppen bei Fort Pierre mit General Harney. Der Häuptling der Minneconjou One Horn lieferte den Krieger aus, der die Kuh getötet hatte. 1859 schlugen die Absarokee die in ihre östlichen Stammesgebiete vordringenden Bands der Lakota, Arapaho und Cheyenne ein letztes Mal zurück.

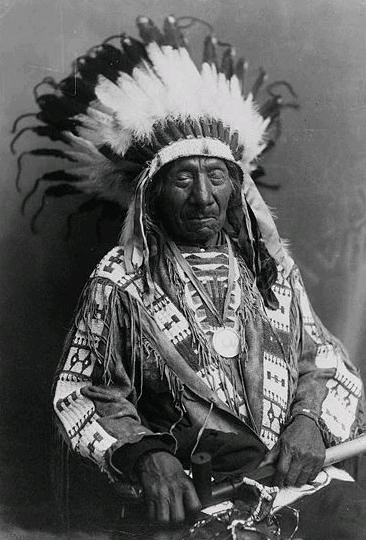
Lakota-Häuptling Red Cloud, 1822–1909

### Friedensvertrag von Fort Laramie, 1868
In die gewaltsame Niederschlagung des Sioux-Aufstandes (auch: „Dakota-Konflikt“ oder „Dakota-Krieg“) mehrerer Bands der Östlichen Dakota von 1862 in Minnesota wurden auch die Westlichen Dakota (Yankton und Yanktonai) involviert. Die Yankton/Yanktonai hatten sich zwar größtenteils aus den Kämpfen herausgehalten, doch da das Militär und die Siedler-Milizen keinen Unterschied zwischen den einzelnen Bands machten, wurden oftmals unschuldige Gruppen Opfer blutiger Vergeltungsmaßnahmen. Aus Furcht und um sich dem gewaltsamen Zugriff des Militärs zu entziehen, flohen hierauf viele Indianer entweder nach Kanada (meist Östliche Dakota) oder schlossen sich auf den Nördlichen Plains den verwandten Lakota und deren Bündnispartnern – den Cheyenne und Arapaho – an (meist Westliche Dakota).
Ab 1864 mehrten sich die Überfälle der Lakota sowie der verbündeten Arapaho und Cheyenne auf weiße Siedler; insbesondere die Oglala unter Red Cloud taten sich dabei hervor. Die ständigen Überfälle zwangen die USA zum Vertrag von Fort Laramie 1868.
In diesem Vertrag wurde das Gebiet des gesamten heutigen US-Bundesstaates South Dakota westlich des Missouri River bis zum Platte River einschließlich der Black Hills (von der Nordgrenze in Nebraska bis zum 46. Breitengrad und vom Missouri im Osten bis zum 104. Meridian im Westen) als Indianerland zur uneingeschränkten und unbehelligten Nutzung und Besiedlung durch die Great Sioux Nation festgeschrieben und die Great Sioux Reservation etabliert. Landabtretungen sollten nur dann möglich sein, wenn mindestens drei Viertel aller erwachsenen männlichen Sioux, die auf Reservatsgebiet leben, dem zustimmen. Dem Vertrag vorausgegangen war der Red-Cloud-Krieg (1866–1868), ein Krieg, in dem die Lakota den Abbruch der US-Forts am Bozeman Trail erreichten. Die USA konnten einzig die Erlaubnis erwirken, die Northern Pacific Railroad auch auf dem Lakota-Gebiet zu bauen. Dafür wurden den Lakota jährliche Zahlungen für die nächsten 30 Jahre zugesichert. Hierzu wurde eine Agentur beim Missouri River eingerichtet, später folgten weitere Agenturen.
Zusätzlich zu dem Reservatsgebiet erhielten sie und ihre Verbündeten weitgehende Jagd und Fischrechte in den heutigen US-Bundesstaaten Wyoming, Montana und Nebraska. Da das Gebiet von mehreren Indianerstämmen (hier sind insbesondere die Absarokee, Assiniboine, Blackfoot, Östliche Shoshone, u. a. zu nennen) besiedelt wurde, wurden mehrere Stützpunkte des Bureau of Indian Affairs in deren ehemaligen Territorien errichtet, um Auseinandersetzungen zu unterbinden.

### Der letzte Krieg

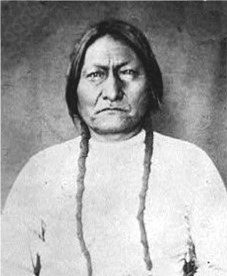
Sitting Bull

1873 war der Bau der Northern Pacific Railroad fertig gestellt. 1874 fand Colonel George A. Custer Gold in den Black Hills. Nachdem die US-Regierung 1875 erfolglos versucht hatte, die Black Hills von den Lakota zu kaufen, befahl sie die Umsiedlung der noch freien Lakota in die bereits bestehenden Indianerreservate. In einer groß angelegten Kampagne griffen US-Truppen unter Oberst John Gibbon, General Alfred Terry und General George Crook die Lakota aus verschiedenen Richtungen an. Es kam zu einigen heftigen Gefechten. George A. Custer führte einen Teil von Terrys Streitkräften. Die Schlacht am Little Bighorn, die er und seine Männer im Juni 1876 den Lakota lieferten und in der Custer und 215 Angehörige des 7. US-Kavallerie-Regiments ihr Leben verloren, ist das wohl bekannteste Gefecht gegen die Indianer.
Die Schlacht am Little Bighorn war der letzte Versuch der Lakota und der ihrer Verbündeten, die Landrechte der Great Sioux Reservation zu verteidigen, ihre traditionelle Lebensweise zu bewahren und dem Abschlachten der Bisonherden Einhalt zu gebieten.
Zwar waren die Stämme wie zuvor siegreich, jedoch nach einem zermürbenden Winter 1877 flohen die führenden Häuptlinge des Verteidigungskampfes entweder über die Grenze nach Kanada (Sitting Bull) oder sie kapitulierten nach andauernder Flucht und mühsamen Rückzugsgefechten (Crazy Horse). Am 5. September wurde Crazy Horse im Camp Robinson ermordet. Dieses Ereignis markierte das Ende des Widerstandes der Lakota gegen die Weißen. Sämtliche Lakota befanden sich nun in Reservaten oder in Kanada.
Ende der 1880er Jahre schlossen sich viele Lakota der Geistertanz-Bewegung an. Die Bewegung prophezeite das Wiedererstarken der Indianer und verunsicherte die Weißen, obwohl die Bewegung ausschließlich aus friedlichen Zeremonien bestand. Am 29. Dezember 1890 richtete das US-Heer in der Nähe von Wounded Knee ein Massaker an den Geistertänzern an, die sich bereits ergeben hatten und entwaffnet waren. Mehr als 300 Lakota starben.

### Das Leben in Reservaten
Den Lakota wurden sechs Reservate zugewiesen, die nur einen Bruchteil ihres einstigen Landes umfassten.
Die Lebensbedingungen in den Reservaten sind so verheerend, dass die Lebenserwartung nur 44 Jahre beträgt. Allein die Kindersterblichkeit ist dreimal so hoch wie der Durchschnitt in den Vereinigten Staaten, und die Selbstmordrate von Jugendlichen ist 1,5-mal so hoch wie der Durchschnitt für diese Gruppe. Alkohol und andere Drogen spielen dabei ebenfalls eine wesentliche Rolle; mehr als die Hälfte der Erwachsenen ist von Alkohol oder anderen Drogen abhängig, 8 von 10 Familien sind von Alkoholismus betroffen. Die schlechte Gesundheitsvorsorge trägt ihren Teil zu der frühen Sterblichkeit bei; die Quote der an Tuberkulose Erkrankten ist in den Reservaten der Lakota 8-mal höher als im Durchschnitt der Vereinigten Staaten, während die Versorgung der Bewohner mit Nahrungsmitteln mit einem hohen Zuckeranteil Diabetes und Herzkrankheiten bewirkt.
Die sozialen Umstände erschweren eine normale Entwicklung. 97 Prozent der Lakota leben unterhalb der Armutsgrenze, das durchschnittliche Jahreseinkommen beträgt 2600 $ – 3500 $. In den Reservaten ist die Arbeitslosenquote 85 Prozent höher als außerhalb. Die Quote der inhaftierten Kinder von Indianern ist 40 Prozent höher als die der Weißen, und insgesamt 21 Prozent der Staatsgefangenen in Süd-Dakota sind Ureinwohner. Das Leben in Armut bedeutet für viele Familien, dass sie sich kein Heizöl, Holz oder Gas leisten können, und viele Bewohner benutzen Öfen zum Heizen ihrer Wohnungen. Jeden Winter sterben alte Menschen an Unterkühlung.
Die Wohnsituation ist katastrophal, nach Schätzungen teilen sich im Durchschnitt 17 Personen eine nur aus zwei oder drei Räumen bestehende Wohnung. In manchen Wohnungen, die für 6 bis 8 Personen gebaut wurden, leben bis zu 30 Menschen. Einem Drittel der Wohnungen mangelt es an sauberem Wasser und an Abwasserkläranlagen und 40 Prozent an elektrischem Strom. 60 Prozent der Familien in den Reservaten haben kein Telefon. 60 Prozent der Wohnungen sind wohl mit Aspergillus niger infiziert; dieser Schimmelpilz kann tödliche Krankheiten verursachen.
Obwohl die Lakota gemeinsam leben, wird die ursprüngliche Lakota-Sprache nicht tradiert. Nur 14 Prozent der Lakota-Bevölkerung kann diese Sprache sprechen, dabei liegt das Durchschnittsalter der Lakotasprechenden bei 65 Jahren. Damit gehört die Lakota-Sprache zu den bedrohten Sprachen, die kurz vor dem Aussterben stehen.

## Očhéthi Šakówiŋ oder die Sieben Ratsfeuer der Sioux
Die Sioux bildeten eine lose Allianz von drei regionalen Dialekt- und Stammesgruppen, die sie Oceti Sakowin oder Očhéthi Šakówiŋ (‘Das Feuer der sieben Stämme’, ‘Die sieben Ratsfeuer’) nannten, da sie aus sieben Otonwepi (bluts- sowie sprachverwandte Untergruppen; Singular: Otonwe bzw. Tȟuŋwaŋ) bestanden. Zu den Očhéthi Šakówiŋ gehörten (von Ost nach West) die vier Otonwepi der Östlichen Dakota (Mdewakanton, Wahpekute, Sisseton und Wahpeton), die zwei Otonwepi der Westlichen Dakota (Yankton und Yanktonai) sowie als größte Otonwe/Tȟuŋwaŋ die Lakota/Teton selbst:
1. (Östliche) Dakota oder Dakhóta (auch: Santee-Sisseton oder Santee)
- Santee (Isáŋyathi - ‘Knife Makers’) oder „Upper Council of the Dakota“, „Upper Sioux“
  - Mdewakanton (Bdewákhathuŋwaŋ - ‘Dwellers of the Spirit Lake’, ‘Dwellers by the Sacred Lake’)
  - Wahpekute (Waȟpékhute - ‘Shooters Among the Trees’)
- Sisseton oder „Lower Council of the Dakota“, „Lower Sioux“
  - Sisseton (Sisíthuŋwaŋ - ‘Dwellers in the Swamps’, ‘Fish Ground Dwellers’, ‘Marsh Dwellers’, ‘People of the Marsh’)
  - Wahpeton (Waȟpéthuŋwaŋ - ‘Dwellers Among the Leaves’)

2. Westliche Dakota oder Dakȟóta (auch: Yankton-Yanktonai), früher fälschlich als Nakota bezeichnet (dem Autonym der feindlichen Stoney und Assiniboine)
- Yankton (Iháŋktȟuŋwaŋ – „People of the End [of the Village]“)
- Yanktonai (Iháŋktȟuŋwaŋna – „People of the End [of the Little Village]“)

3. Lakota oder Thítȟuŋwaŋ / Teton („Bewohner der Prairie, d. h. der Ebenen“)
Die Mdewakanton waren bis zum Aufstand der Östlichen Dakota 1862 in Minnesota die führende Otonwe / Tȟuŋwaŋ der Očhéthi Šakówiŋ, mussten aber als Folge der Niederlage, bei der sie große Verluste an Menschen und Kampfkraft erlitten, ihre Stellung innerhalb der Allianz an die größte Óšpaye/Oyate (Stamm) der Lakota, die Oglala, abtreten.
Ursprünglich zählten die Assiniboine (und deren enge Verwandte, die Stoney) ebenfalls zu den Sioux-Völkern, hatten sich jedoch bereits Mitte des 17. Jahrhunderts mit den zahlreicheren Cree verbündet und eine starke Handels- und Militärallianz gegründet (Anfang des 18. Jahrhunderts schlossen sich zudem west- und südwestwärts gezogenen Plains Ojibwa an), die bald als Cree-Konföderation oder Iron Confederacy („Eiseren Konföderation“) bezeichnet wurde, die Indianer bezeichneten diese Allianz nach den zwei diese dominierenden Völkern einfach als Nehiyaw-Pwat (in Cree: Nehiyaw – ‚Cree‘ und Pwat oder Pwat-sak – ‚Sioux (Feinde)‘). Bereits im 17. Jahrhundert berichteten die europäischen Händler und Reisenden, dass die Assiniboine als Zweitsprache das Cree nutzen – viele Cree Bands sprachen ebenfalls Assiniboine.
Als mächtige Zwischenhändler im Pelzhandel gelangten diese daher auch an europäische Waffen und diese bessere Waffenausrüstung gestattete der Cree-Konföderation die Expansion nach Westen, Süden und Norden, wobei sie militärisch gegen die Chipewyan im Norden und die Dakota im Süden (1670–1700) vorgingen. Für die Sioux (Dakota, Nakota, Lakota) gehörten die Assiniboine seither nicht mehr zu den Oceti Sakowin – sie waren für sie nur noch Feinde, die sie daher einfach als Hohe („Rebellen“) bezeichneten.

## Sozio-politische Gliederung der Lakota
Ebenso wie die Očhéthi Šakówiŋ unterteilten sich die Lakota selbst wiederum in sieben Ošpáyepi (Sg. Ošpáye) oder Oyáte (Stämme), die wiederum in zahlreiche separate Thiyóšpaye (Bands) aufgeteilt waren, von denen jede durch einen eigenen Itȟáŋčhaŋ/Itancan (Häuptling) und einen diesen beratenden Pȟoǧó-wičháša/Omníčiye-wičháša (Stammesrat) angeführt wurde, diese Männer wurden noch unterstützt und beraten durch einen Wičháša-wakȟáŋ (Heiliger Mann) und Pȟežúta-wičháša/Pejuta Wacasa (Heiler) sowie den jeweiligen Blotahunka/Blotáhuŋka (Anführern der Akíčhita-Okȟólakičhiye; Kriegergesellschaften). Daneben gab es auch noch den Ogle Tanka Un/Ógle Tȟáŋka Úŋ (‘Shirt Wearer’, ‘He Wears a Big Shirt’, d. h. Kriegshäuptling), der die Krieger im Krieg anführte. Die einzelnen Bands (meist ca. 50 bis zu 100 Personen) wiederum unterteilten sich nochmals in mehrere Wičhóthi (Lokalgruppen) (engl. local bands), die sich aus einer bzw. mehreren Großfamilien (engl. extended families) zusammensetzten und gemeinsam ein Wičhó-thípi (Lager (Camp)) bildeten; somit waren deren Angehörige durch Blut, Heirat und Adoption miteinander verbunden. Die kleinste organisatorische Einheit bildete die Thiwáhe (Kernfamilie), die meist ein Thípi (Tipi) oder zwei benachbarte Tipis bewohnte und somit einen gemeinsamen Thiógnaka (Haushalt) bildete.
Die meiste Zeit des Jahres verbrachten diese Bands einzeln in Lagern, doch im Sommer versammelten sie sich in größeren Dörfern, um den Büffel zu jagen und den Sonnentanz zu zelebrieren. Die Tipis waren in einem großen Kreis aufgebaut, der hóčhoka (Lagerkreis) genannt wurde. Es gab eine feste Ordnung, in dem jede Band und Familie ihren bestimmten Platz hatte. Der Lagerkreis bestand aus einem meist gegen Osten offenen großen C-förmigen Ring, der bei etwa 1.000 Tipis bis zu vier Reihen tief war und einen Kreis von etwa 2 km im Durchmesser bildete. Besonders ehrenvoll waren bestimmte Plätze im Kreis, wie die Hörner, so wurden die beiden Flanken rechts und links des Eingangs oder Tiyopa genannt. Der Platz des Häuptlingstipis war in der Mitte des Kreises gegenüber dem Eingang. Der Name Hunkpapa / Húŋkpapȟa (‘Camps at the Edge’, ‘End of Entrance’, ‘Head of the Camp Circle’, ‘Camps at End of Horns’) ist eine Ehrenbezeichnung für diese Óšpaye und bezieht sich auf deren traditionellen Platz an den „Hörnern“ des Lagerkreises (und somit am Ende oder am Anfang), weil der Stamm traditionell seinen Platz rechts oder links am Eingang zum Lagerkreis hatte. Die Oglala / Oglála wiederum waren die größte und mächtigste der Lakota-Óšpaye. Die Grenzen zwischen den sieben Óšpayepi waren nicht fix, sondern überlappten sich. Die verschiedenen Óšpayepi (Stämme) sowie deren Thiyóšpaye (Bands) trafen sich regelmäßig zur gemeinsamen Jagd oder für Zeremonien.
Nach 1720 unterteilten sich die Lakota in zwei große regionale Gruppierungen, die Saône (den späteren: Hunkpapa, Sihasapa, Minneconjou, Itazipco und Two Kettles) zogen ins Gebiet des Lake Traverse entlang der South Dakota–North Dakota–Minnesota-Grenze und die Oglála-Brulé(Sičháŋǧu) die im James River Valley lebten. Jedoch hatten die Saône bereits gegen 1750 das Ostufer des Missouri River erreicht, etwa 10 Jahre später gefolgt von den Oglála und Brulé (Sičháŋǧu).
Die großen und einst militärisch mächtigen Stämme entlang des Upper Missouri River, die Arikara, Mandan und Hidatsa, hatten es lange verstanden, die Lakota daran zu hindern, den Missouri zu überschreiten. Nachdem jedoch ca. zwei Drittel der Stammesmitglieder durch die große Pockenepidemie von 1772–1780 dieser drei Stämme getötet worden waren, konnten die Lakota ungehindert den Fluss queren und hatten nun Zugang zu den reichen Bisonjagdgründen der High Plains.

## Stämme und Bands der Lakota
| - Northern Lakota, Nördliche Lakota - Hunkpapa oder Húŋkpapȟa / Húkpapȟa (‘Camps at the Edge’, ‘End of [the Camp] Entrance’, ‘Head of the Camp Circle’, ‘Camps at End of Horns’) - Icira (‘Band that separated and went together again’) - Tinazipe Sica (‘Bad Bows’) bzw. Thínazipe Šíča (‘He Has a Bad Bow’) - Talonapin (‘Raw Meat Necklace’) bzw. Tȟalónap'iŋ (‘He Wears Meat As a Necklace’) - Kiglaska (‘Tied in the Middle’) bzw. Kigláška (‘Tied one's own in the Middle’) - Ceknake Okisela (‘Half Breechcloth’) bzw. Čhegnáke Okhísela (‘Little-Half Breechcloth’) - Siksicela (‘Bad Ones’) bzw. Šikšíčela (‘Little Bad Ones’) - Canka Ohan (‘Sore-Backs of horses’) bzw. Čhaŋkȟáhu Ȟáŋ (‘Sore Backs’) - True Canka Ohan bzw. Čhaŋkȟáhu Ȟáŋ-Ȟča - Ce Ohba (Droopy Penis) bzw. Čhé Oȟpá - Wakan (‘Sacred’) bzw. Wakȟáŋ - Hunska Canto-Juha (‘Legging Tobacco Pouch’) bzw. Huŋská-Čhaŋtóžuha (‘Tobacco Pouch (made) of Leggings’) - Sihasapa oder Sihásapa (‘Black Soles of the Foot’, meist als ‘Blackfeet’ oder ‘Blackfoot Sioux’ wiedergegeben, nicht mit den feindlichen Algonkin-sprachigen Blackfoot zu verwechseln) - Sihasapa-Hkcha (‘Real Blackfoot’) bzw. Sihásapa-Ȟča - Kangi-shun Pegnake (‘Crow Feather Hair Ornaments’) bzw. Kȟaŋǧí-šúŋ Pȟégnake (‘He Wears Crow-Feathers As a Hair Ornament’) - Glaglahecha (‘Slovenly’ or ‘Untidy’) - Wazhazha (‘Osage’) bzw. Wažáže - Hohe (‘Rebellen’ - ‘Assiniboine’) bzw. Hóhe - Wamnuga Owin (‘Cowrie-Shell Earrings’) bzw. Wamnúȟ'a Owíŋ - Central Lakota, Mittlere Lakota - Minneconjou oder Mnikȟówožu / Hoȟwóžu (‘Plants by the Water’, ‘Planters by the stream or water’) - Unkche yuta (‘Dung Eaters’) bzw. Uŋkčé Yúta (‘Eat Dung’) - Glaglaheca (‘Untidy’, ‘Slovenly’, ‘Shiftless’) - Shunka yute shni (‘Eat No Dogs’, spalteten sich von den Wanhin Wega ab) bzw. Šúŋka Yúte Šni (‘He Eats No Dogs’) - Nige Tanka (‘Big Belly’) bzw. Niǧé Tȟáŋka - Wakpokinyan (‘Flies Along the River’) bzw. Wakpópȟayakiŋyaŋ - Inyan ha oin (‘Musselshell Earring’) bzw. Íŋyaŋha Owíŋ - Siksicela oder Shikshichela (‘Bad Ones’, ‘Bad ones of different kinds’) bzw. Šikšíčela - Wagleza-oin (‘Gartersnake Earring’) bzw. Wagléza Owíŋ - Wanhin Wega (‘Broken Arrow’, die Shunka yute shni und Oóhenuŋpa spalteten sich ca. 1840 ab, letztere wurden unabhängig) bzw. Waŋhíŋkpe Wéǧa - Itazipco oder Itázipe Čholá / Itázipčho (auch: Itazipcola, Hazipco - ‘Those who hunt without bows’, ‘No Bows/Without Bows’, franz. Sans Arc) - Itazipco-hca (‘Real Itazipco’) bzw. Itázipčho-Ȟča - Mini sala (‘Red Water’) bzw. Mní Šála (‘Little-Red Water’) - Sina luta oin oder Shinalutaoin (‘Red Cloth Earring’) bzw. Šiná Lúta Owíŋ (‘Scarlet-Red Cloth/Robe/Blanket Earring’) - Woluta yuta (‘Eat dried venison from the hindquarter’, ‘Ham Eaters’) bzw. Wóluta Yúta (‘Eat the Round of a Beef’) - Maz pegnaka (‘Wear Metal Hair Ornament’) bzw. Máza Pȟégnake (‘He Wears Metal As a Hair Ornament’) - Tatanka Cesli oder Tatankachesli (‘Dung of a buffalo bull’) bzw. Tȟatȟáŋka Čheslí (‘Defecating Buffalo Bull’) - Siksicela oder Shikshichela (‘Bad Ones’, ‘Bad ones of different kinds’) bzw. Šikšíčela (‘Little Bad Ones’) - Tiyopa Canupa oder Tiyopaoshanunpa (‘Smokes at the Entrance’) bzw. Thiyópa Čhaŋnúŋpa (‘Pipe Entrance’) - Two Kettles oder Oóhenuŋpa / Oohenonpa (‘Two Boiling’, ‘Two Kettles’, einst Teil der Wanhin Wega Band der Minneconjou, ab ca. 1840 selbständig) - Wanuwaktenula (‘Killed Accidentally’) bzw. Wanúŋwakténula (‘He Has Done Killing in Battle Accidentally’) - Sunka-yutesni (‘Eat No Dogs’, ursprünglich eine Splittergruppe der Shunka yute shni (‘Eat No Dogs’) Band, die sich zuvor ebenfalls von der Wanhin Wega Band der Minneconjou getrennt hatten) bzw. Šúŋka Yúte Šni (‘He Eats No Dog’) - Minisa-la (‘Red Water’, ursprünglich eine Splittergruppe der Mini sala (‘Red Water’) Band der Itázipčho) bzw. Mní Šála (‘Little-Red Water’) - Oiglapta (‘Take All That Is Left’) | - Southern Lakota, Südliche Lakota - Brulé oder Sičháŋǧu / Sicangu (‘Burnt Thighs’) - Upper Brulé (Ȟeyáta Wičháša Oyáte) - Lower Brulé (Khulwíčhaša Oyáte) - Brulé of the Platte (River) Oder: - Sičháŋǧu - Iyák'oza (‘Spavined’) - Čhokáta Wéla (‘Bloody in the Middle’) - Šiyótȟaŋka (‘Sundance Whistle’) - Kȟaŋǧíyuha (‘Crow Owners’, genauso hieß eine Kriegergesellschaft der Lakota) - Pispíza Wičháša (‘Prarie Dog-Man’) - Waléǧa Úŋwohaŋpi (‘Dried Bladder Saucepan’) - Wačhéuŋpa (‘Roasts Meat’) - Šawála (‘Shawnee’) - Iháŋktȟuŋwaŋ (‘Yankton’, ‘Village at the End’) - Naȟpáȟpa (‘He Kicks It Off’) - Aŋpéwi Tȟáŋka (‘Great Sun’) - Wabléniča (‘Orphan’) - Oglala oder Oglála (‘Scatter Their Own’, ‘Scatters Its Own’, auch: ‘Likes to Go Home’; zu oglála = to scatter or sprinkle one's own) - Oyúȟpe Thiyóšpaye - True Oyúȟpe (Oyúȟpe - ‘Broken Off’, führende Gruppe) - Wakȟáŋ (‘Holy’) - Makȟáiču bzw. Makȟá Ičú (‘He Takes the Earth’) - Oglála Thiyóšpaye - True Oglála bzw. Oglála-Ȟča - Čhaŋkȟahuȟaŋ bzw. Čhaŋkȟáhu Ȟáŋ (‘Sore Backs’) - Hokayuta bzw. Ȟoká Yúta (‘Eat the Badger’) - Húŋkpathila (‘Little Lodge at the Camp Circle’) - Itéšiča (‘Bad Face’) bzw. Ité Šíča - Payabya (‘Shove Aside’) bzw. Pȟayábya - Wágluȟe (‘He Lives with His Relatives’) - Khiyáksa Thiyóšpaye (‘Bite in Two in the Middle Band’) - True Khiyáksa bzw. Khiyáksa-Ȟča - Kuinyan bzw. K'ú Íŋyaŋ (‘He Gives Him the Stone’, ‘Gives Stone’) - Tȟaphíšleča (‘Ruminant's Spleen’) |

## Heutige Stämme und First Nations der Lakota

### Stämme in den USA
Die verschiedenen Stämme und Gruppen der Lakota sind heute, meist zusammen mit Angehörigen der Nakota- und Dakota-Stammesgruppen der Sioux, in folgenden auf Bundesebene anerkannten Stämmen (federally recognized tribes) organisiert und eingeschrieben:
Vereinigte Staaten – North Dakota
- Standing Rock Sioux Tribe[16] (die Standing Rock Indian Reservation mit Verwaltungssitz Fort Yates, ND, ist die nördlichste der aus der Großen Sioux-Reservation[A 2] hervorgegangenen Reservationen, die 1889 geschaffen wurden. Die Reservation, ca. 9.200 km² groß, liegt beiderseits der Grenze von North und South Dakota und wird südlich von der Cheyenne River Indian Reservation, im Norden vom Cannonball River und im Osten vom Lake Oahe, dem aufgestauten Missouri River, begrenzt, zudem durchfließt der Grand River den Südteil des Reservats. Im Reservat befindet sich das Grab von Sitting Bull sowie eine Gedenkstätte für Sacajawea, Stammesgruppen: Nakota, Lakota, Stämme: Yanktonai: Cutheads (Pabaska, Paksa oder Natakaksa) der Upper Yanktonai (Ihanktonwana) und Gruppen der Lower Yanktonai (Hunkpatina), leben meist im North-Dakota-Teil des Reservats. Lakota: Hunkpapa und Sihasapa (Blackfeet), leben heute meist im South-Dakota-Teil des Reservats, 2005 lag die Arbeitslosenquote bei 86 Prozent, Stammesmitglieder gesamt (Weiße und Indianer): 16.420 (davon 12.828 Sioux), hiervon leben 8.217, darunter 6.414 Sioux, im Reservat)[17]

Vereinigte Staaten – South Dakota
- Rosebud Sioux Tribe of the Sicangu Oyate[18] (auch Sičháŋǧu Oyate, Sicangu Lakota oder Upper Brulé Sioux Nation, die Rosebud Indian Reservation mit dem Verwaltungssitz Rosebud, umfasst ca. 3.571 km² im äußersten Süden von South Dakota und grenzt hier an die South-Dakota-Nebraska-Grenze, im Osten durchfließt der Keya Paha River und im Westen der Little White River das Reservat, Stammesgruppe: Lakota, Stämme: Upper Brulé (Heyata Wicasa Oyate - ‘Highland People’), Brulé of the Platte, einige Oglala sowie einige mit Dakota-Ponca-Abstammung, die sich heute als Ponca[19] identifizieren, Stammesmitglieder gesamt (Weiße und Indianer): 20.481 (davon 18.443 Sioux), hiervon leben 10.869, darunter 9.809 Sioux, im Reservat)
- Oglala Sioux Tribe[20] (auch Oglala Lakota Nation, die Pine Ridge Reservation (Wazí Aháŋhaŋ Oyáŋke oder Oglala Oyanke) mit Verwaltungssitz Pine Ridge und ca. 11.000 km² Fläche, liegt im Südwesten von South Dakota an der Grenze zu Nebraska. Der White River durchfließt diese im Westen und bildet die Grenze im Norden, im äußersten Nordwesten grenzt sie an den Cheyenne River. Das Reservat gilt als der ärmste Landstrich innerhalb der USA; die Arbeitslosenquote liegt bei 85 Prozent. Im Reservat befindet sich die Gedenkstätte sowie der Ort des Massakers von Wounded Knee als auch Teile des Badlands-Nationalparks, Stammesgruppe: Lakota, Stämme: Oglala, einige Upper Brulé (Heyata Wicasa Oyate - ‘Highland People’), 35.000 bis 40.000 Stammesmitglieder (Weiße und Indianer, davon ca. 50 Prozent Sioux), leben im Reservat, ein Drittel der Reservatsbewohner geben Lakȟótiyapi als ihre Muttersprache an)
- Lower Brule Sioux Tribe[21] (die Lower Brule Reservation mit Verwaltungssitz in Lower Brule, SD, umfasst ca. 537 km² sowie fast 130 km Ufer des Lake Sarpe, das Reservat grenzt im Osten an die Crow Creek Indian Reservation, beide Reservate werden durch den Missouri River getrennt, Stammesgruppe: Lakota, Stamm: Lower Brulé (Kul Wicasa Oyate), ca. 1.308 Stammesmitglieder leben im Reservat)
- Cheyenne River Sioux Tribe[22] (die Cheyenne River Indian Reservation mit über 12.141 km² liegt in der Mitte von South Dakota. Drei große Flüsse – der Missouri River (Mni Sose – ‘Turbid Water’ oder ‘Rolly Water’), Cheyenne River und der Moreau River (Hinhan Wakpa – ‘Owl River’) – durchfließen diese, im Norden wird sie durch die Standing Rock Indian Reservation begrenzt, im Osten durch den Missouri River sowie im Süden durch den Cheyenne River, Verwaltungssitz: Eagle Butte, SD, Stammesgruppe: Lakota, Stämme: Minneconjou (Minnecojou oder Mnikoju), Two Kettles (Oohenumpa oder Owohe Nupa), Itazipco (Itazipa Cola – Sans Arc oder Without Bows), Sihasapa (Siha Sapa – Blackfeet), Stammesmitglieder gesamt (Weiße und Indianer): 16.192 (davon 12.662 Sioux), hiervon leben 8.090, darunter 6.331 Sioux, im Reservat)

Vereinigte Staaten – Montana
- Fort Peck Assiniboine & Sioux Tribes[23] (die Fort Peck Indian Reservation mit Verwaltungssitz in Poplar erstreckt sich im Nordosten Montanas nördlich des Missouri Rivers von West nach Ost ca. 180 km und von Süden nach Norden ca. 65 km und umfasst ca. 8.290 km², Stammesgruppen: Lakota, Dakota, Nakota, Stämme: Hunkpapa, Cutheads (Pabaksa, Paksa oder Natakaksa) der Upper Yanktonai (‘Ihanktonwana’), Sisseton, Wahpeton sowie folgende Gruppen der Assiniboine: Hudesabina (‘Red Bottom’), Wadopabina (‘Canoe Paddler’), Wadopahnatonwan (‘Canoe Paddlerrs Who Live on the Prairie’), Sahiyaiyeskabi (‘Plains Cree-Speakers’), Inyantonwanbina (‘Stone People’) und die Fat Horse Band[24], von den ca. 11.786 Stammesmitgliedern leben rund 6.000 auf der Reservation)

### First Nation in Kanada
Die einzige First Nation in Kanada der Lakota-Stammesgruppe befindet sich in der Prärieprovinz Saskatchewan. Sie besteht aus Nachkommen nordwärts geflüchteter Hunkpapa unter der Führung von Sitting Bull nach der Schlacht am Little Bighorn.
Kanada – Saskatchewan
File Hills Qu'Appelle Tribal Council
- Wood Mountain Dakota First Nation (auch als Moose Jaw Sioux bekannt, ihr einziges Reservat liegt ca. 135 km südwestlich von Moose Jaw, Saskatchewan, der Verwaltungssitz ist Assiniboia 110 km südwestlich von Moose Jaw, Stammesgruppe: Lakota, Stamm: Hunkpapa, Reservat: Wood Mountain #160, ca. 23,76 km², von den 264 Stammesmitgliedern leben 8 auf der Reservation)

## Würdigung
Kevin Costner widmete seinen Film Der mit dem Wolf tanzt den Lakota, in dem er nicht nur deren Lebensweise der 1860er Jahre, sondern insbesondere auch deren Sprache so authentisch wie möglich darzustellen versuchte.